# Mission: Yozakura Family
Mission: Yozakura Family (夜桜さんちの大作戦, Yozakura-san chi no daisakusen) est un shōnen manga écrit et dessiné par Gondaira Hitsuji. Il a été prépublié entre le 26 août 2019 et le 20 janvier 2025 dans le Weekly Shōnen Jump, puis publié en volumes reliés par l'éditeur japonais Shūeisha. La version française est éditée par Kana depuis le 5 mars 2021. Une adaptation en anime, produite par Silver Link, est diffusée entre avril et octobre 2024. Une deuxième saison est annoncée.

## Synopsis
Le personnage principal est lycéen, Taiyô Asano, a du mal à interagir avec qui que ce soit d'autre que son amie d'enfance Mutsumi Yozakura à cause du choc qu'il a subi durant son enfance par la perte de sa famille. Un jour, il apprend que Mutsumi est à la tête de la 10e génération d'une famille d'espions, la famille Yozakura. En épousant Mutsumi, Taiyô est devenu membre des Yozakura, et se bat dans le but de protéger Mutsumi des espions la visant tout en cherchant à s'épanouir.

## Personnages

### Personnages principaux
Taiyô Asano (朝野 太陽, Asano Taiyō)
Voix japonaise : Reiji Kawashima (ja)
C'est un garçon très gentil mais nerveux, qui a du mal à s'exprimer. Il tremble et s'évanouit à chaque fois qu'une personne essaie de lui parler. La seule personne avec qui il peut communiquer correctement est son amie d'enfance, Mutsumi Yozakura. Il décide d'intégrer la famille d'espion Yozakura pour protéger son amie, devenue sa femme. Il y développe des capacités hors normes grâce à la formation des Yozakura.
Mutsumi Yozakura (夜桜 六美, Yozakura Mutsumi)
Voix japonaise : Kaede Hondo
C'est la 10e chef de la famille Yozakura. Mutsumi est l'amie d'enfance de Taiyô, bien qu'ils n'aient pas toujours été si proches. En raison de son poste, elle est la cible de beaucoup d'espions.

### Famille Yozakura
Kyôichirô Yozakura (夜桜 凶一郎, Yozakura Kyōichirō)
Voix japonaise : Katsuyuki Konishi
Kyôichirô est l'aîné de la famille Yozakura et un espion d'élite. Il est très protecteur avec sa sœur, Mutsumi, depuis son accident ou il perdit sa famille. Il voit Taiyô comme une menace depuis son rapprochement avec sa sœur. Cependant, c'est une personne de confiance.
Futaba Yozakura (夜桜 二刃, Yozakura Futaba)
Voix japonaise : Akari Kitō (ja)
Futaba est une femme aux cheveux argentés. Elle a 20 ans, ce qui fait d'elle la seconde membre la plus âgée de la fratrie Yozakura, malgré son apparence de jeune fille. Elle possède une force surhumaine et maîtrise divers arts martiaux. Elle est très mature, mais a peur des fantômes.
Shion Yozakura (夜桜 四怨, Yozakura Shion)
Voix japonaise : Aoi Yūki
Shion est une jeune fille de 18 ans. Elle est très calme et ne montre aucune expression particulière. Elle aime les jeux vidéo et est spécialisée dans l'infiltration des systèmes informatiques.
Nanao Yozakura (夜桜 七悪, Yozakura Nanao)
Voix japonaise : Yumi Uchiyama
Nanao est un lycéen de première année, spécialisé dans l'analyse et l'utilisation de produits chimiques, de substances biologiques et de poisons. Il ressemble à un jeune garçon, lorsqu'il se change sous sa forme mutante il avoisine les 3 mètres. Il utilise des médicaments pour ralentir sa transformation.
Shinzô Yozakura (夜桜辛三, Yozakura Shinzō)
Voix japonaise : Kazuyuki Okitsu
C'est un garçon musclé aux cheveux verts qui se spécialise dans la fabrication et l'utilisation d'armes à feu. Il est calme et timide. Il aime se cacher dans les poubelles pour préparer des attaques surprises.
Kengo Yozakura (夜桜 嫌五, Yozakura Kengo)
Voix japonaise : Yoshitsugu Matsuoka
Kengo est un garçon avec une apparence de chat, qui porte toujours une veste à capuche qui couvre ses yeux. Kengo se spécialise dans l'infiltration silencieuse en utilisant des costumes.

## Manga
Mission: Yozakura Family est écrit et illustré par Gondaira Hitsuji. Il a fait ses débuts dans le 39e Weekly Shōnen Jump de 2019 paru le 26 août 2019. La pré-publication s'est terminée le 20 janvier 2025. La série est éditée sous forme de volumes reliés par Shūeisha depuis 4 février 2020 et compte 29 tomes depuis le 4 mars 2025. La version française est publiée par Kana à partir du 5 mars 2021. En France, la série est accompagnée d'une édition limitée pour son premier tome comprenant un carnet de notes à l'effigie de la série. D'autres projets ont entouré la série, comme une chasse au trésor permettant de gagner une PlayStation 5 et deux Nintendo Switch et dont les indices se trouvent dans les premiers volumes de la série.

### Liste des volumes
| no | Japonais         | Japonais          | Français          | Français          |
| no | Date de sortie   | ISBN              | Date de sortie    | ISBN              |
| --- | ---------------- | ----------------- | ----------------- | ----------------- |
| 1 | 4 février 2020   | 978-4-08-882178-8 | 5 mars 2021       | 978-2-50-508996-4 |
| Liste des chapitres : - Mission 1 : L'Anneau des cerisiers (桜の指輪, Sakura no yubiwa) - Mission 2 : La lignée des Yozakura (夜桜のいの命, Yozakura no Raifurain) - Mission 3 : Sentiments (気持ち, Kimochi) - Mission 4 : A la reconquête de la bague confisquée (指輪取戻, Yubiwa o torimodosu) - Mission 5 : Otage (人質, Hitojichi) - Mission 6 : La société de transport Flower Bin (フラワー使本社, Furawā-shi honsha) - Mission 7 : A l'attaque ! (襲撃, Shūgeki) |                  |                   |                   |                   |
| 2 | 3 avril 2020     | 978-4-08-882243-3 | 7 mai 2021        | 978-2-50-508997-1 |
| Liste des chapitres : - Mission 8 : Trois missions (3分, 3-Bu) - Mission 9 : Interrogatoire (取り調べ, Torishirabe) - Mission 10 : Shinzô (辛三, Shinzō) - Mission 11 : Bug (バグ, Bagu) - Mission 12 : Somnolence (居眠り, Inemuri) - Mission 13 : Imposture (偽者, Nisemono) - Mission 14 : Rencard (デート, Dēto) - Mission 15 : Les aiguilles de cupidon (クピッドの針, Kupido no hari) - Mission 16 : Le marchand de jouets de l'ombre (黄泉玩具屋, Yomi Omochaya) - Histoire bonus 1 : Goliath au clair de lune - Histoire bonus 2 : Oboles |                  |                   |                   |                   |
| 3 | 4 juin 2020      | 978-4-08-882334-8 | 9 juillet 2021    | 978-2-50-508998-8 |
| Liste des chapitres : - Mission 17 : Bataille sportive (体育戦争, Taiiku sensō) - Mission 18 : Réception du mariage (披露宴, Kekkon hirōen) - Mission 19 : Agents secrets (公務員スパイ, Kōmuin supai) - Mission 20 : L'espion qui espionnait des espions (スパイのスパイ, Supai no supai) - Mission 21 : L'agence Hinagiku (ヒナギク, Hinagiku) - Mission 22 : Le parti des Lys noirs (黒百合党, Kuroyuri tō) - Mission 23 : Vérité (真実, Shinjitsu) - Mission 24 : Le langage des fleurs de lys (黒百合 の花言葉, Kuroyuri no hanakotoba) - Mission 25 : Informations (情報, Jōhō) |                  |                   |                   |                   |
| 4 | 4 août 2020      | 978-4-08-882382-9 | 17 septembre 2021 | 978-2-50-508999-5 |
| Liste des chapitres : - Mission 26 : Fondue (ヒナギク鍋, Hinagiku nabe) - Mission 27 : La soubrette de la famille Yozakura (夜桜のメイド, Yozakura no Meido) - Mission 28 : Infidélité (浮気, Uwaki) - Mission 29 : Histoire de fantômes (夜桜の怪談, Yozakura no kaidan) - Mission 30 : Shopping (お買い物, O kaimono) - Mission 31 : Papy Prison Break (プリズンジジブレイク, Purizun jiji bureiku) - Mission 32 : Les médocs de Nano (1ère partie) (七悪のくすり(前編), Nanao no kusuri (zenpen)) - Mission 33 : Les médocs de Nano (2ème partie) (七悪のくすり(後編), Nanao no kusuri (kohen)) - Mission 34 : Licence d'espionnage (スパイ免許証, Supai menkyoshō) |                  |                   |                   |                   |
| 5 | 4 novembre 2020  | 978-4-08-882475-8 | 26 novembre 2021  | 978-2-50-511207-5 |
| Liste des chapitres : - Chapitre 35 : La Bibliothèque des défunts (故人の図書館, Kojin no toshokan) - Chapitre 36 : Tanpopo (タンポポ, Tanpopo) - Chapitre 37 : La promenade de Goliath (ゴリアテのさんぽ, Goriate no sanpo) - Chapitre 38 : Les chanceux et les ratés (勝ち組と負け組, Kachi-gumi to make-gumi) - Chapitre 39 : Piège à l'aquarium (水族館の罠, Suizokukan no wana) - Chapitre 40 : Mission de capture de Kengo (嫌五捕獲大作戦, Iyana hokaku senryaku) - Chapitre 41 : Le renouvellement de la licence de Sōsuke (草助の免許更新, Sōsuke no menkyo kōshin) - Chapitre 42 : Partie de pêche (魚釣り, Sakanatsuri) - Chapitre 43 : Taiyô Asano le taulard (囚人朝野太陽, Shūjin Asano Taiyō) - Bonus : Profil de la famille Yozakura - Histoire bonus : Les frères antimoustiques |                  |                   |                   |                   |
| 6 | 4 janvier 2021   | 978-4-08-882532-8 | 18 mars 2022      | 978-2-50-511530-4 |
| Liste des chapitres : - Chapitre 44 : Objectif suite royale (目指せスイートルーム, Mezase Suītorūmu) - Chapitre 45 : Versus No Face (VS ノウメン, VS Noumen) - Chapitre 46 : Blessures invisibles (見えない銃創, Mienai jūsō) - Chapitre 47 : Le sang des Yozakura (夜桜の血, Yozakura no chi) - Chapitre 48 : Nettoyage de jardin (庭掃除, Niwa soji) - Chapitre 49 : Père (父, Chichi) - Chapitre 50 : Cauchemar en cuisine (六美クッキング, Mutsumi Kukkingu) - Chapitre 51 : Beast Crossing: New Horizons (ケダモノの森, Kedamono no Mori) - Chapitre 52 : Les Yozakura et la source thermale (1ère partie) (夜桜温泉物語 (前編), Yozakura onsen monogatari (zenpen)) |                  |                   |                   |                   |
| 7 | 4 mars 2021      | 978-4-08-882579-3 | 15 avril 2022     | 978-2-50-511543-4 |
| Liste des chapitres : - Chapitre 53 : Les Yozakura et la source thermale (2ème partie) (夜桜温泉物語 (後編), Yozakura onsen monogatari (kohen)) - Chapitre 54 : Résultats du recrutement des espions les plus originaux !! (オリジナルスパイ大募集結果発表!!, Orijinaru supai dai boshū kekka happyō!!) - Chapitre 55 : Le train à vapeur Gerbera (蒸気機関車「ガーベラ」, Jōki kikan-sha `gābera') - Chapitre 56 : La drogue Tanpopo (タンポポといら薬, Tanpopo to i-ra kusuri) - Chapitre 57 : Les boucles d'oreilles (太陽のピアス, Taiyō no piasu) - Chapitre 58 : Tout à fait normal (あたりまえ, Atarimae) - Chapitre 59 : Terminus (終点, Shūten) - Chapitre 60 : Bébé Taiyô (ベビー太陽, Bebī Taiyō) - Chapitre 61 : Entraînement avec grand-père (おじいちゃと一緒, Ojīcha to Issho) - Bonus : Résultats du recrutement des espions les plus originaux !! - Bonus : Les autres espions originaux non sélectionnés !!                              |                  |                   |                   |                   |
| 8 | 30 avril 2021    | 978-4-08-882663-9 | 17 juin 2022      | 978-2-50-511544-1 |
| Liste des chapitres : - Mission 62 : Les Yozakura passent à l'attaque (夜桜前線, Yozakura Zensen) - Mission 63 : La Floraison (開花, Kaika) - Mission 64 : La Racine (夜桜の根) - Mission 65 : Le couple Yozakura s'affronte au pouilleux !! (夜桜夫婦ババ抜き大決戦, Yozakura fūfu Baba-nuki Daisakusen) - Mission 66 : Pique-nique sous le grand cerisier (お花身, O hana mi) - Mission 67 : A 5000m au-dessus de l'île des Ossements (白骨島上空5000m, Shirahone Tō Jōkū 5000 m) - Mission 68 : L'assaut (開閉口突破, Kaihei-guchi toppa) - Mission 69 : La Floraison de la feuille de cerisier (葉桜の開花, Hazakura no kaika) - Mission 70 : Vent d'est (東風, Kochi) - Bonus : Inédit !! Visite de la maison des Yozakura !! (突撃!!夜桜さんち探訪, Totsugeki!! Yozakura-san chi Tanbō) - Bonus : Histoire spéciale pour célébrer le 1000e chapitre de ONE PIECE ! (ONE PIECE 1000話記念！特別番外編, ONE PIECE 1000-wa kinen! Tokubetsu bangai-hen) |                  |                   |                   |                   |
| 9 | 2 juillet 2021   | 978-4-08-882709-4 | 26 août 2022      | 978-2-50-511545-8 |
| Liste des chapitres : - Mission 71 : Shinzô vs Kurosawa (辛三 VS クロサワ, Shinzō Vs Kurosawa) - Mission 72 : Arme (武器, Buki) - Mission 73 : Peur (恐怖, Kyōfu) - Mission 74 : Le projet Semaille (種まき計画, Tanemaki keikaku) - Mission 75 : Shion & Kengo vs Chacha & Aonuma (四怨 & 嫌五 VS チャチャ & アオヌマ, Shion & Kengo VS Cha-Cha & Aonuma) - Mission 76 : Dégel (雪解け, Yukidoke) - Mission 77 : Société (社会, Shakai) - Mission 78 : Ai et Mizuki (アイとミズキ, Ai to Mizuki) - Mission 79 : Makoto Kawashita (皮下 真, Kawashita Makoto) - Bonus : Inédit !! Visite de la maison des Yozakura !! (突撃！！夜桜さんち探訪！！, Totsugeki!! Yozakura-san Chi Tanbō!!) |                  |                   |                   |                   |
| 10 | 4 octobre 2021   | 978-4-08-882792-6 | 14 octobre 2022   | 978-2-50-511546-5 |
| Liste des chapitres : - Mission 80 : Résonance (共鳴, Kyōmei) - Mission 81 : L'ancien sang (旧い血, Furui chi) - Mission 82 : Battements (鼓動, Kodō) - Mission 83 : Kawashita contre la fratrie Yozakura (皮下 VS夜桜兄妹, Kawashita VS Yozakura kyōdai) - Mission 84 : Fin de l'opération (作戦終了, Sakusen Shūryō) - Mission 85 : Recueillement (墓前, Bozen) - Mission 86 : Une petite nouvelle dans la famille (アイさん夜桜家へ, Ai-san Yozakura-ka e) - Mission 87 : Opération rencard (四怨デートコーデ大作戦, Shion Dētokōde Daisakusen) - Mission 88 : Floraison et rumeur (開花と噂, Kaika to Uwasa) - Bonus : Inédit!! Visite de la maison des Yozakura !! Nanao () - Bonus : Inédit!! Visite de la maison des Yozakura !! Goliath () - Bonus : Inédit!! Visite de la maison des Yozakura !! Ayaka et Ai () |                  |                   |                   |                   |
| 11 | 4 janvier 2022   | 978-4-08-883009-4 | 9 décembre 2022   | 978-2-50-511553-3 |
| Liste des chapitres : - Mission 89 : Rêve (夢, Yume) - Mission 90 : L'examen des espions (スパイ昇級試験, Supai Shōkyū Shiken) - Mission 91 : Premier examinateur: Shinzô Yozakura (一次試験官夜桜辛三, Ichiji Shiken-kan Yozakura Shinzō) - Mission 92 : Peur (怖さ, Kowasa) - Mission 93 : Deuxième examinatrice: Futaba Yozakura (二次試験官 夜桜二刃, Niiji Shiken-kan Yozakura Futaba) - Mission 94 : Le regard de la grande sœur (長女の眼差し, Chōjo no Manazashi) - Mission 95 : Dernier examinateur: Kyôichirô Yozakura (最終試験感 夜桜凶一郎, Saishū Shiken-kan Yozakura KyōIchirō) - Mission 96 : Le fruit de l'amour (愛の結晶, Ai no Kesshō) - Mission 97 : Fin de l'examen (試験終了, Shiken Shūryō) - Bonus : Tanabata () |                  |                   |                   |                   |
| 12 | 4 mars 2022      | 978-4-08-883038-4 | 17 février 2023   | 978-2-50-511646-2 |
| Liste des chapitres : - Mission 98 : 辛三兄ちゃん見守り隊 (Shinzō Nīchan Mimamoritai) - Mission 99 : ミニ凶一郎 (Mini Kyouichirou) - Mission 100 : 父と子と (Chichi to Ko to) - Mission 100 β : 夜桜さんちのアイさん (Yozakura-san Chi no ai-san) - Mission 101 : つぼみと百 (Tsubomi to Momo) - Mission 102 : 新しい桜 (Atarashī Sakura) - Mission 103 : Dr. 六美診療所 (Dokutā Mutsumi Shinryōsho) - Mission 104 : 四怨のパソコン教室 (Shion no Pasokon Kyōshitsu) - Mission 105 : 六美ダイエット大作戦 (Mutsumi Daietto Daisakusen) |                  |                   |                   |                   |
| 13 | 3 juin 2022      | 978-4-08-883143-5 | 14 avril 2023     | 978-2-50-511645-5 |
| Liste des chapitres : - Mission 106 : Dans l'ancienne résidence des Yozakura (旧夜桜邸にて, Kyū Yozakura-tei Nite) - Mission 107 : Dame Ninomae, le 2e chef de la famille (二代目当主ニノ前御前, Nidaime Tōshu Ninome Gozen) - Mission 108 : Le grand ménage (おそうじ大作戦, Osōji Daisakusen) - Mission 109 : Cure et soins esthétiques avec Kengo (嫌五の湯上がり卵肌, Kengo no Yuagari Tamago Hada) - Mission 110 : La filature Yozakura (夜桜製糸場, Yozakura Seishi-ba) - Mission 111 : Tsubomi et Mutsumi (つぼみ と 六美, Tsubomi to Mutsumi) - Mission 112 : Ai fait les courses (アイさんのおつかい, Ai-san no Otsukai) - Mission 113 : Nanaohazard (ななお ハザード, Nanao Hazādo) - Mission 114 : La guerre des aînés (長子決戦, Chōshi Kessen) |                  |                   |                   |                   |
| 14 | 2 septembre 2022 | 978-4-08-883227-2 | 9 juin 2023       | 978-2-50-511647-9 |
| Liste des chapitres : - Mission 115 : Le festival du film des Yozakura (夜桜映画祭, Yozakura Eiga Sai) - Mission 116 : Shinzô le bodybuilder (ボディビルダー辛三, Bodibirudā shinzō-san) - Mission 117 : Kyôichirô a disparu (凶一郎の消失, Kyōichirō no shōshitsu) - Mission 118 : Retraite (退路, Tairo) - Mission 119 : Mutsumi et Kyôichirô (六美と凶一郎, Mutsumi to Kyōichirō) - Mission 120 : Rejet (拒絶, Kyozetsu) - Mission 121 : Réunion de famille (家族会議, Kazoku kaigi) - Mission 122 : à la recherche de Kyôichirô (長男捜索大作戦, Chōnan sōsaku dai sakusen) - Mission 123 : Kai Izumo, le président de l'Association des espions (スパイ協会会長 出雲灰, Supai kyōkai kaichō Izumo hai) |                  |                   |                   |                   |
| 15 | 4 novembre 2022  | 978-4-08-883288-3 | 25 août 2023      | 978-2-50-511648-6 |
| Liste des chapitres : - Mission 124 : Kyôichirô VS le reste de la fratrie Yozakura (凶一郎 VS 夜桜兄弟, KyōIchirō VS Yozakura Kyōdai) - Mission 125 : Tu n'iras nulle part (行かせない, Ikasenai) - Mission 126 : Une précieuse famille (大事な家族, Daijina kazoku) - Mission 127 : Idiot' (ばか, Baka) - Mission 128 : Retour à la maison' (ただいま, Tadaima) - Mission 129 : Redevenons une famille (家族になるう, Kazoku ni Narū) - Mission 130 : Jour de récupération de la famille du frère aîné (長男家族サービースデー, Chōnan Kazoku Sābīsu Dē) - Mission 131 : Restaurant familial rencontre avec papa (ファミリーレス父子会談, Famirīresu Fushi Kaidan) - Mission 132 : Poursuite (追跡, Tsuigeki) |                  |                   |                   |                   |
| 16 | 4 janvier 2023   | 978-4-08-883420-7 | 27 octobre 2023   | 978-2-50-511649-3 |
| Liste des chapitres : - Mission 133 : Les frères et sœurs Yozakura Vs. ? (夜桜姉弟 VS ？, Yozakura kyōdai Bāsasu ?) - Mission 134 : Zéro (0点, Zero-ten) - Mission 135 : La réunion d'espionnage de rang or, partie 1 (金級会議（前編）, Kin-kyū kaigi (Zenpen)) - Mission 136 : La réunion d'espionnage de rang or, partie 2 (金級会議（-編), Kin-kyū Kaigi (Nipen)) - Mission 137 : Vidéo d'excuses (謝罪 動画, Shazai Dōga) - Mission 138 : Le rang Gold Ryû Alexandro (金級アレクサンド龍, Kin-kyū Arekusando ryū) - Mission 139 : L'espionne de rang Gold Shura (金級 修羅, Kin-kyū Shura) - Mission 140 : Dans la bibliothèque (図書館にて, Toshokan nite) - Mission 141 : Objectif (狙い, Nerai) |                  |                   |                   |                   |
| 17 | 4 avril 2023     | 978-4-08-883448-1 | 8 décembre 2023   | 978-2-50-512021-6 |
| Liste des chapitres : - Mission 142 : Séparation (分断, Bundan) - Mission 143 : Soba (そば打ち, Soba-uchi) - Mission 144 : L'espion de rang Gold Giga (金級G-ギーガ, Kin-kyū G-Gīga) - Mission 145 : L'espionne de rang Gold Fulang (金級 虎狼, Kin-kyū Hǔláng) - Mission 146 : Combat d'entraînement (組手, Kumite) - Mission 147 : Début de l'opération de sauvetage (姉弟奪還作戦開始, Kyōdai Dakkan Sakusen Kaishi) - Mission 148 : Séparation (分断, Bundan) - Mission 149 : Combat entre frères et sœurs Yozakura (夜桜兄妹対決, Yozakura Kyōdai Taiketsu) - Mission 150 : Toucher (触れる, Fureru) |                  |                   |                   |                   |
| 18 | 4 juillet 2023   | 978-4-08-883567-9 | 19 janvier 2024   | 978-2-50-512272-2 |
| Liste des chapitres : - Mission 151 : Les souvenirs de Shinzô (辛三の記憶, Shinzo-san no Kioku) - Mission 152 : Futés (スマート, Sumāto) - Mission 153 : Analyse (解析, Kaiseki) - Mission 154 : Dans les bras de maman (母さんの腕, Kāsan no Ude) - Mission 155 : Un sinistre (異変, Ihen) - Mission 156 : Rêves (夢, Yume) - Mission 157 : Je t'aime (愛してる, Aishiteru) - Mission 158 : Rien (無, Mu) - Mission 159 : Momo et Rei (百と零, Moto to Rei) |                  |                   |                   |                   |
| 19 | 4 septembre 2023 | 978-4-08-883667-6 | 3 mai 2024        | 978-2-50-512351-4 |
| Liste des chapitres : - Mission 160 : Entrave (横槍, Yokoyari) - Mission 161 : Balade en mer (海上ドライブ, Kaijō Doraibu) - Mission 162 : Orientation (進路指導, Shinro Shidō) - Mission 163 : Guerres d'anniversaire de mariage (結婚記念日戦争, Kekkon Kinenbi Sensō) - Mission 164 : La visite de Tsubomi (つぼみ来訪, Tsubomi Raihō) - Mission 165 : Asa (旦, Asa) - Mission 166 : Tsubomi et Asa (つぼみと旦, Tsubomi to Asa) - Mission 167 : Album de famille Yozakura (夜桜アルバム, Yozakura Arubamu) - Mission 168 : La lettre vidéo de Momo (百のビデオレター, Hyaku no Bideo Retā) |                  |                   |                   |                   |
| 20 | 2 novembre 2023  | 978-4-08-883748-2 | 12 juillet 2024   | 978-2-50-512411-5 |
| Liste des chapitres : - Mission 169 : Les lettres (手紙の中身, Tegami no Nakami) - Mission 170 : Mission : Famille Yozakura (夜桜さんちの大作戦, Yozakura-san Chi no Daisakusen) - Mission 171 : La 11e génération de la famille Yozakura (夜桜さんちの11代目, Yozakura-san Chino 11-daime) - Mission 172 : Je suis désolé (「ごめんね」, `Gomen ne') - Mission 173 : Taiyo Yozakura (夜桜 太陽, Yozakura Taiyo) - Mission 174 : L'académie Teiô (帝桜学園, Teiō Gakuen) - Mission 175 : Oncle Kyoichiro (凶一郎おじさん, KyōIchirō Ojisan) - Mission 176 : Oncle Kyoichiro contre Papa Taiyo (凶一郎おじさんVS太陽パパ, KyōIchirō Ojisan VS Taiyō Papa) - Mission 177 : Carte de timbres de la famille Yozakura (夜桜さんちのスタンプカード, Yozakura-san Chi no Sutanpukādo) |                  |                   |                   |                   |
| 21 | 4 janvier 2024   | 978-4-08-883794-9 | 8 novembre 2024   | 978-2-50-512438-2 |
| Liste des chapitres : - Mission 178 : Tantine Futaba (二刃おばちゃん, Futaba Oba-chan) - Mission 179 : Hifumi contre tatie Futaba (ひふみVS二刃おばちゃん, Hifumi VS Futaba Oba-chan) - Mission 180 : Amis? (友達?, Tomodachi?) - Mission 181 : Tante Shion contre oncle Kengo (四怨おばちゃんVS嫌五おじちゃん, Shion Oba-chan VS Kengo Ojisan) - Mission 182 : Les enfants du milieu contre les jumeaux (年中組VS双子, Nenchū Kumi VS Futago) - Mission 183 : Mauvais Alpha (悪ふぁ, Warufa) - Mission 184 : Opération capture Alpha (あるふぁ捕獲作戦, Arufa Hokaku Sakusen) - Mission 185 : Opération soins infirmiers Alpha (あるふぁ 看病大作戦, Arufa Kanbyō Daisakusen) - Mission 186 : Sept mille milles pour visiter Nanao (七悪を訪ねて三千里, Nanao o Tazunete Sanzenri) |                  |                   |                   |                   |
| 22 | 4 mars 2024      | 978-4-08-883845-8 | 14 février 2025   | 978-2-50-512680-5 |
| Liste des chapitres : - Mission 187 : Oncle Kyoichiro veut être aimé (凶一郎おじちゃんは愛されたい, Kyōichirō Oji-chan wa Aisaretai) - Mission 188 : Une île au bord du nord (北の果ての小島, Kita no Hate no Kojima) - Mission 189 : Le donjon de Nanao (七悪ダンジョン, Nanao Danjon) - Mission 190 : Roi Nanao, le patron intermédiaire (中ボス キングななお, Nakabosu Kinguna Nanao) - Mission 191 : Les querelles de jumeaux (双子げんか, Futago-genka) - Mission 192 : Les jumeaux sont fous ! (ふたご は おこっている!!, Futago wa Okotte Iru!!) - Mission 193 : Les jumeaux ont grandi (大人な双子, Otonana Futago) - Mission 194 : Cérémonie de mariage de Shinzô (辛三の結婚式, Shinzō no Kekkonshiki) - Mission 195 : Alexandryu VS La famille Yozakura (アレクサンド龍VS夜桜兄妹, Arekusandoryū VS Yozakura Kyōdai) |                  |                   |                   |                   |
| 23 | 4 avril 2024     | 978-4-08-884002-4 | 1er mai 2025      | 978-2-50-512751-2 |
| Liste des chapitres : - Mission 196 : La cérémonie commence (結婚式開宴, Kekkonshiki Kaien) - Mission 197 : Réunion de planification de bataille familiale (親子作戦会議, Oyako Sakusen Kaigi) - Mission 198 : Les cadeaux des jumeaux (双子プレゼントタイム, Futago Purezento Taimu) - Mission 199 : Taiyo Yozakura VS Alexandryu (夜桜太陽VSアレクサンド龍, Yozakura Taiyō VS Arekusandoryū) - Mission 200 : Véritable floraison printanière (開花春来, Kaika Haruki) - Mission 201 : La fête est finie (お開き, Ohiraki) - Mission 202 : Mozu, Ryu et Asa (もずと龍と旦, Mozu to Ryū to Asa) - Mission 203 : L'évasion de Taiyo (逃亡者太陽, Tōbōsha Taiyō) - Mission 204 : Les nombreux visages d’Hifumi (ひふみ七変化, Hifumi Shichihenge) |                  |                   |                   |                   |
| 24 | 4 juin 2024      | 978-4-08-884119-9 | 29 août 2025      | 978-2-50-512857-1 |
| Liste des chapitres : - Mission 205 : Une interview avec Mutsumi (六美の面接, Mutsumi no Mensetsu) - Mission 206 : La mission secrète des jumeaux (双子大作戦, Futago dai Sakusen) - Mission 207 : La deuxième mission : les lignes de front de Yozakura (第二次夜桜戦線, Dainiji Yozakura Sensen) - Mission 208 : Futaba spartiate (スパルタ二刃, Suparuta Futaba) - Mission 209 : Futaba le traqueur (追跡者二刃, Tsuiseki-sha Futaba) - Mission 210 : Le gardien Hifumi (保護者ひふみ, Hogosha Hifumi) - Mission 211 : Hifumi et Nii (ひふみと二, Hifumi to Ni) - Mission 212 : Fille aînée contre. Fille aînée (長女vs長女, Chōjo vs Chōjo) - Mission 213 : Kazu et Nii (一と二, Kazu to Ni) |                  |                   |                   |                   |
| 25 | 2 août 2024      | 978-4-08-884134-2 | 14 novembre 2025  | 978-2-50-512938-7 |
| Liste des chapitres : - Mission 214 : La floraison d'Hifumi (ひふみの開花, Hifumi no Kaika) - Mission 215 : Hifumi VS Kyoichiro (ひふみVS凶一郎, Hifumi VS Kyōichirō) - Mission 216 : Oncle et nièce (おじちゃんと姪, Oji Chanto Mei) - Mission 217 : Le choix d'Hifumi (ひふみの選択, Hifumi no Sentaku) - Mission 218 : Une histoire de fantômes à l'académie (学校の怪談, Gakkō no Kaidan) - Mission 219 : Mauvais Alpha adulte (オトナ悪ふぁ, Otona Warufa) - Mission 220 : Shinzô vs Alpha (辛三VSあるふぁ, Shinzo-san VS Arufa) - Mission 221 : La floraison d'Alpha (あるふぁの開花, Arufa no Kaika) - Mission 222 : Prévision (予知, Yochi) |                  |                   |                   |                   |
| 26 | 4 octobre 2024   | 978-4-08-884212-7 |                   |                   |
| Liste des chapitres : - Mission 223 : Légion (軍団, Gundan) - Mission 224 : Début des hostilités (開戦, Kaisen) - Mission 225 : Les Yozakura repassent à l'attaque - Dernier acte (第二次夜桜前線 最終章, Dai ni ji Yozakura Zensen Saishū Shūshō) - Mission 225 β : Album Yozakura (夜桜アルバム, Yozakura Arubamu) - Mission 226 : L'encerclement Yozakura (夜桜包囲網, Yozakura Hōi-mō) - Mission 227 : Trahison (裏切り, Uragiri) - Mission 228 : Kyôichrô et Kai (凶一郎と灰, Kyōichirō to Hai) - Mission 229 : Blague (なんちって, Nan Chitte) - Mission 230 : Prédiction (予言, Yogen) - Mission 231 : Taiyô et Asa (太陽と旦, Taiyō to Asa) |                  |                   |                   |                   |
| 27 | 4 décembre 2024  | 978-4-08-884354-4 |                   |                   |
| Liste des chapitres : - Mission 232 : Kengo et Fulang (嫌五と虎狼, Kengo to Hǔláng) - Mission 233 : Égocentrisme (唯我独尊, Yuiga Dokuson) - Mission 234 : Maquillage (化粧, Keshō) - Mission 235 : Ryu a un scoop (龍の特ダネ, Ryū no Tokudane) - Mission 236 : Régénération (再生, Saisei) - Mission 237 : Le plan d'Asa (旦の計画, Asa no Keikaku) - Mission 238 : Équipe de Shion (チーム四苑, Chīmu Shion) - Mission 239 : Shion toute-puissante (全能なる四怨様, Zen'nō naru Shion-sama) - Mission 240 : Nouveau départ (もう一度, Mōichido) |                  |                   |                   |                   |
| 28 | 4 février 2025   | 978-4-08-884432-9 |                   |                   |
| Liste des chapitres : - Mission 241 : Mozu et Dan (もずと旦, Mozu to Dan) - Mission 242 : Dégénérescence (回帰, Kaiki) - Mission 243 : Taiyô VS Asa (夜桜太陽VS旦, Yozakura Taiyō VS Asa) - Mission 244 : Le couple de la 10e génération des Yozakura (10代目夜桜夫婦, 10-daime Yozakura Fūfu) - Mission 245 : Acquisition (制服, Seifuku) - Mission 246 : Le lancement de l'opération (作戦実行, Sakusen Jikkō) - Mission 247 : L'infiltration de Kyôichirô (凶一郎潜入, Kyōichirō Sen'nyū) - Mission 248 : Vilains garnements (悪い子たち, Warui ko-tachi) - Mission 249 : Démasqués (バレる, Bareru) |                  |                   |                   |                   |
| 29 | 4 mars 2025      | 978-4-08-884435-0 |                   |                   |
| Liste des chapitres : - Mission 250 : Division (分割, Bunkatsu) - Mission 251 : Réveil (目覚め, Mezame) - Mission 252 : Le lever du soleil (日の出, Hinode) - Mission 253 : Transformation (変化, Henka) - Mission 254 : Dénouement (決着, Ketchaku) - Mission 255 : Taiyô et Kyôichirô (太陽と凶一郎, Taiyō to Kyōichirō) - Mission 256 : Cérémonie de mariage (1re partie) (披露宴 （前編）, Hirōen (Zenpen)) - Mission 257 : Cérémonie de mariage (2e partie) (披露宴 （後編）, Hirōen (Kōhen)) - Mission finale : Mission: Yozakura family forever (今日も夜桜さんちは大作戦, Kyō mo Yozakura-san chi wa dai Sakusen) |                  |                   |                   |                   |

## Anime
Le 7 décembre 2022, une série d'animation est annoncée pour une diffusion en 2024. La série est réalisée par le studio Silver Link. La série est réalisée par Mirai Minato qui supervise également le scénario et Mizuki Takahashi s'occupe du design des personnages et est directeur en chef de l'animation. La musique est composée par Kōji Fujimoto et Osamu Sasaki. Elle est diffusée à partir du 7 avril 2024 sur le bloc de programmation Nichi-5 sur toutes les filiales de JNN, incluant MBS et TBS et sera composée de deux cours,,. La diffusion de cette première saison s'est terminée le 6 octobre 2024.
Ikimono Gakari interprète le générique de début intitulé Unmei-chan (運命ちゃん), tandis que CHICO (ja) interprète le générique de fin intitulé Fam!. fripSide (ja) interprète le deuxième générique de début intitulé Secret Operation avec la participation de Yoshino Nanjō (ja) tandis que ASOBI Doumei (ja) interprète le deuxième générique de fin intitulé  Kekkon Kōshin Kyoku (結婚行進曲).
À la fin de l'épisode finale de la première saison, le 6 octobre 2024, une deuxième saison est annoncée.

### Liste des épisodes
| No                                                                  | Titre français                                   | Titre japonais                     | Titre japonais                       | Date de 1re diffusion |
| No                                                                  | Titre français                                   | Kanji                              | Rōmaji                               | Date de 1re diffusion |
| ------------------------------------------------------------------- | ------------------------------------------------ | ---------------------------------- | ------------------------------------ | --------------------- |
| 1                                                                   | La bague en fleurs de cerisier                   | 桜の指輪                           | Sakura no yubiwa                     | 7 avril 2024          |
| [Tome 1 - Chapitre 1]                                               |                                                  |                                    |                                      |                       |
| 2                                                                   | La lignée des Yozakura                           | 夜桜の命                           | Yozakura no inochi                   | 14 avril 2024         |
| [Tome 1 - Chapitre 2]                                               |                                                  |                                    |                                      |                       |
| 3                                                                   | Sentiments                                       | 気持ち                             | Kimochi                              | 21 avril 2024         |
| [Tome 1 - Chapitre 3 - 4]                                           |                                                  |                                    |                                      |                       |
| 4                                                                   | Kengo / Shinzô                                   | 嫌五 / 辛三                        | Kengo / Shinzō                       | 28 avril 2024         |
| [Tome 1 - Chapitre 4 + Tome 2 - Chapitre 10 + Tome 5 - Chapitre 40] |                                                  |                                    |                                      |                       |
| 5                                                                   | Interrogatoire / Rencard                         | 取り調べ / デート                  | Torishirabe / Dēto                   | 5 mai 2024            |
| [Tome 2 - Chapitre 9 - 12 - 14]                                     |                                                  |                                    |                                      |                       |
| 6                                                                   | Bug                                              | バグ                               | Bagu                                 | 12 mai 2024           |
| [Tome 2 - Chapitre 11 - 15]                                         |                                                  |                                    |                                      |                       |
| 7                                                                   | Espions du gouvernement                          | 公務員スパイ                       | Kōmuin supai                         | 19 mai 2024           |
| [Tome 3 - Chapitre 19 - 20]                                         |                                                  |                                    |                                      |                       |
| 8                                                                   | Le parti des lys noirs                           | 黒百合党                           | Kuroyuri tōKuroyuri tō               | 26 mai 2024           |
| [Tome 3 - Chapitre 21 - 22 - 23]                                    |                                                  |                                    |                                      |                       |
| 9                                                                   | Le langage des fleurs de lys                     | 黒百合 の花言葉                    | Kuroyuri no hanakotoba               | 2 juin 2024           |
| [Tome 3 - Chapitre 23 - 24 - 25]                                    |                                                  |                                    |                                      |                       |
| 10                                                                  | La soubrette de la famille Yozakura / Infidélité | 黒百合 の花言葉 / 浮気             | Yozakura no meido / Uwaki            | 9 juin 2024           |
| [Tome 4 - Chapitre 26 - 27 - 28 + Tome 5 - Chapitre 37]             |                                                  |                                    |                                      |                       |
| 11                                                                  | Histoire de fantômes / Licence d'espionnage      | 夜桜の怪談 / スパイ免許証          | Yozakura no kaidan / Supai menkyoshō | 16 juin 2024          |
| [Tome 4 - Chapitre 29 - 34]                                         |                                                  |                                    |                                      |                       |
| 12                                                                  | Papy Prison Break                                | プリズンジジブレイク               | Purizun jiji bureiku                 | 23 juin 2024          |
| [Tome 4 - Chapitre 30 - 31]                                         |                                                  |                                    |                                      |                       |
| 13                                                                  | Tanpopo                                          | タンポポ                           | Tanpopo                              | 30 juin 2024          |
| [Tome 5 - Chapitre 35 - 36]                                         |                                                  |                                    |                                      |                       |
| 14                                                                  | Objectif suite royale                            | 目指せスイートルーム               | Mezase suītorūmu                     | 7 juillet 2024        |
| [Tome 5 - Chapitre 42 + Tome 6 - Chapitre 44 - 45]                  |                                                  |                                    |                                      |                       |
| 15                                                                  | Le sang des Yozakura                             | 夜桜の血                           | Yozakura no chi                      | 14 juillet 2024       |
| [Tome 6 - Chapitre 45 - 46 - 47]                                    |                                                  |                                    |                                      |                       |
| 16                                                                  | Nettoyage du jardin                              | 庭掃除                             | Niwa soji                            | 21 juillet 2024       |
| [Tome 6 - Chapitre 47 - 48 - 49]                                    |                                                  |                                    |                                      |                       |
| 17                                                                  | Les médocs de Nanao                              | 七悪のくすり                       | Nanao no kusuri                      | 28 juillet 2024       |
| [Tome 4 - Chapitre 32 - 33]                                         |                                                  |                                    |                                      |                       |
| 18                                                                  | Les Yozakura et la source thermal                | 夜桜温泉物語                       | Yozakura onsen monogatari            | 4 août 2024           |
| [Tome 6 - Chapitre 52 + Tome 7 - Chapitre 53]                       |                                                  |                                    |                                      |                       |
| 19                                                                  | La drogue Tanpopo                                | タンポポという薬                   | Tanpopo to iu kusuri                 | 11 août 2024          |
| [Tome 7 - Chapitre 55 - 56]                                         |                                                  |                                    |                                      |                       |
| 20                                                                  | Les boucles d'oreilles                           | 太陽のピアス                       | Taiyō no piasu                       | 18 août 2024          |
| [Tome 7 - Chapitre 57 - 58 - 59]                                    |                                                  |                                    |                                      |                       |
| 21                                                                  | Les Yozakura passent à l'attaque / La floraison  | 夜桜前線 / 開花                    | Yozakura Zensen / Kaika              | 25 août 2024          |
| 22                                                                  | Pique-nique sous le grand cerisier               | お花見                             | O hana mi                            | 1er septembre 2024    |
| 23                                                                  | Vent d'est / Arme                                | 東風 / 武器                        | Kochi / Buki                         | 8 septembre 2024      |
| 24                                                                  | Shion & Kengo vs. Chacha & Aonuma                | 四怨 & 嫌五 VS チャチャ & アオヌマ | Shion & Kengo VS Chacha & Aonuma     | 15 septembre 2024     |
| 25                                                                  | Ai et Mizuki                                     | アイとミズキ                       | Ai to Mizuki                         | 22 septembre 2024     |
| 26                                                                  | L'ancien sang                                    | 旧い血                             | Furui chi                            | 29 septembre 2024     |
| 27                                                                  | Fin de l'opération / Réception du mariage        | 作戦終了 / 披露宴                  | Sakusen shūryō / Hirōen              | 6 octobre 2024        |

## Réception
En 2020, le manga est nommé pour le 6e Next Manga Award.

## Projets externes
À l'occasion de la sortie du 7e volume de la série en mars 2021 au Japon, Shūeisha partage sur la chaîne Youtube "Jump Channel (ジャンプチャンネル") une musique à propos de la série.
Sur la même plateforme, une version du premier chapitre doublé a été diffusée. Taiyo y est joué par Reiji Kawashima ; Mutsumi par Yuka Iwahashi ; Kyoichiro par Takahiro Hikamo ; Futaba par Miki Maruyama ; Shinzô par Life Araki ; Shion par Risu Hasegawa ; Kengo par Tatsuno Otani et Nanao par Kaho Saida
Une tasse de la série a aussi été mise en vente par la maison d'édition japonaise.

### Annotations
1. ↑  Les titres français de l'adaptation en anime proviennent de Disney+.

### Œuvres
Édition japonaise
1. 1 2 3  (ja) « 夜桜さんちの大作戦（１） », sur Shūeisha (consulté le 23 juin 2021)
2. 1 2  (ja) « 夜桜さんちの大作戦（２） », sur Shūeisha (consulté le 23 juin 2021)
3. 1 2  (ja) « 夜桜さんちの大作戦（３） », sur Shūeisha (consulté le 23 juin 2021)
4. 1 2  (ja) « 夜桜さんちの大作戦（４） », sur Shūeisha (consulté le 23 juin 2021)
5. 1 2  (ja) « 夜桜さんちの大作戦（５） », sur Shūeisha (consulté le 23 juin 2021)
6. 1 2  (ja) « 夜桜さんちの大作戦（６） », sur Shūeisha (consulté le 23 juin 2021)
7. 1 2  (ja) « 夜桜さんちの大作戦（７） », sur Shūeisha (consulté le 23 juin 2021)
8. 1 2  (ja) « 夜桜さんちの大作戦（８） », sur Shūeisha (consulté le 23 juin 2021)
9. 1 2  (ja) « 夜桜さんちの大作戦（９） », sur Shūeisha (consulté le 23 juin 2021)
10. 1 2  (ja) « 夜桜さんちの大作戦（１０） », sur Shūeisha (consulté le 12 octobre 2021)
11. 1 2  (ja) « 夜桜さんちの大作戦（１１） », sur Shūeisha (consulté le 27 décembre 2021)
12. 1 2  (ja) « 夜桜さんちの大作戦（１２） », sur Shūeisha (consulté le 31 janvier 2022)
13. 1 2  (ja) « 夜桜さんちの大作戦（１３） », sur Shūeisha (consulté le 5 mai 2022)
14. 1 2  (ja) « 夜桜さんちの大作戦（１４） », sur Shūeisha (consulté le 27 juillet 2022)
15. 1 2  (ja) « 夜桜さんちの大作戦（１５） », sur Shūeisha (consulté le 22 septembre 2022)
16. 1 2  (ja) « 夜桜さんちの大作戦（１６） », sur Shūeisha (consulté le 7 décembre 2022)
17. 1 2  (ja) « 夜桜さんちの大作戦（１７） », sur Shūeisha (consulté le 28 février 2023)
18. 1 2  (ja) « 夜桜さんちの大作戦（１８） », sur Shūeisha (consulté le 23 mai 2023)
19. 1 2  (ja) « 夜桜さんちの大作戦（１９） », sur Shūeisha (consulté le 24 juillet 2023)
20. 1 2  (ja) « 夜桜さんちの大作戦（２０） », sur Shūeisha (consulté le 24 septembre 2023)
21. 1 2  (ja) « 夜桜さんちの大作戦（２１） », sur Shūeisha (consulté le 26 novembre 2023)
22. 1 2  (ja) « 夜桜さんちの大作戦（２２） », sur Shūeisha (consulté le 22 janvier 2024)
23. 1 2  (ja) « 夜桜さんちの大作戦（２３） », sur Shūeisha (consulté le 18 février 2024)
24. 1 2  (ja) « 夜桜さんちの大作戦（２４） », sur Shūeisha (consulté le 20 avril 2024)
25. 1 2  (ja) « 夜桜さんちの大作戦（２５） », sur Shūeisha (consulté le 19 juin 2024)
26. 1 2  (ja) « 夜桜さんちの大作戦（２６） », sur Shūeisha (consulté le 19 août 2024)
27. 1 2  (ja) « 夜桜さんちの大作戦（２７） », sur Shūeisha (consulté le 16 octobre 2024)
28. 1 2  (ja) « 夜桜さんちの大作戦（２８） », sur Shūeisha (consulté le 17 décembre 2024)
29. 1 2  (ja) « 夜桜さんちの大作戦（２９） », sur Shūeisha (consulté le 18 janvier 2025)

Édition française
1. 1 2  « Mission: Yozakura Family Tome 1 », sur Kana (consulté le 23 juin 2021)
2. 1 2  « Mission: Yozakura Family Tome 2 », sur Kana (consulté le 23 juin 2021)
3. 1 2  « Mission: Yozakura Family Tome 3 », sur Kana (consulté le 23 juin 2021)
4. 1 2  « Mission: Yozakura Family Tome 4 », sur Kana (consulté le 23 juin 2021)
5. 1 2  « Mission: Yozakura Family Tome 5 », sur Kana (consulté le 12 octobre 2021)
6. 1 2  « Mission: Yozakura Family Tome 6 », sur Kana (consulté le 24 novembre 2021)
7. 1 2  « Mission: Yozakura Family Tome 7 », sur Kana (consulté le 28 février 2022)
8. 1 2  « Mission: Yozakura Family Tome 8 », sur Kana (consulté le 29 mars 2022)
9. 1 2  « Mission: Yozakura Family Tome 9 », sur Kana (consulté le 29 mars 2022)
10. 1 2  « Mission: Yozakura Family Tome 10 », sur Kana (consulté le 28 juin 2022)
11. 1 2  « Mission: Yozakura Family Tome 11 », sur Kana (consulté le 28 juin 2022)
12. 1 2  « Mission: Yozakura Family Tome 12 », sur Kana (consulté le 30 août 2022)
13. 1 2  « Mission: Yozakura Family Tome 13 », sur Kana (consulté le 10 novembre 2022)
14. 1 2  « Mission: Yozakura Family Tome 14 », sur Kana (consulté le 27 janvier 2023)
15. 1 2  « Mission: Yozakura Family Tome 15 », sur Kana (consulté le 28 février 2023)
16. 1 2  « Mission: Yozakura Family Tome 16 », sur Kana (consulté le 3 septembre 2023)
17. 1 2  « Mission: Yozakura Family Tome 17 », sur Kana (consulté le 3 septembre 2023)
18. 1 2  « Mission: Yozakura Family Tome 18 », sur Kana (consulté le 3 septembre 2023)
19. 1 2  « Mission: Yozakura Family Tome 19 », sur Kana (consulté le 1er avril 2024)
20. 1 2  « Mission: Yozakura Family Tome 20 », sur Kana (consulté le 1er avril 2024)
21. 1 2  « Mission: Yozakura Family Tome 21 », sur Kana (consulté le 26 mai 2024)
22. 1 2  « Mission: Yozakura Family Tome 22 », sur Kana (consulté le 31 août 2024)
23. 1 2  « Mission: Yozakura Family Tome 23 », sur Kana (consulté le 6 novembre 2024)
24. 1 2  « Mission: Yozakura Family Tome 24 », sur Kana (consulté le 3 avril 2025)
25. 1 2  « Mission: Yozakura Family Tome 25 », sur Kana (consulté le 26 juin 2025)